# Rietveldse Toren

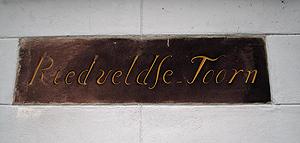
De naam die op de toren is aangebracht

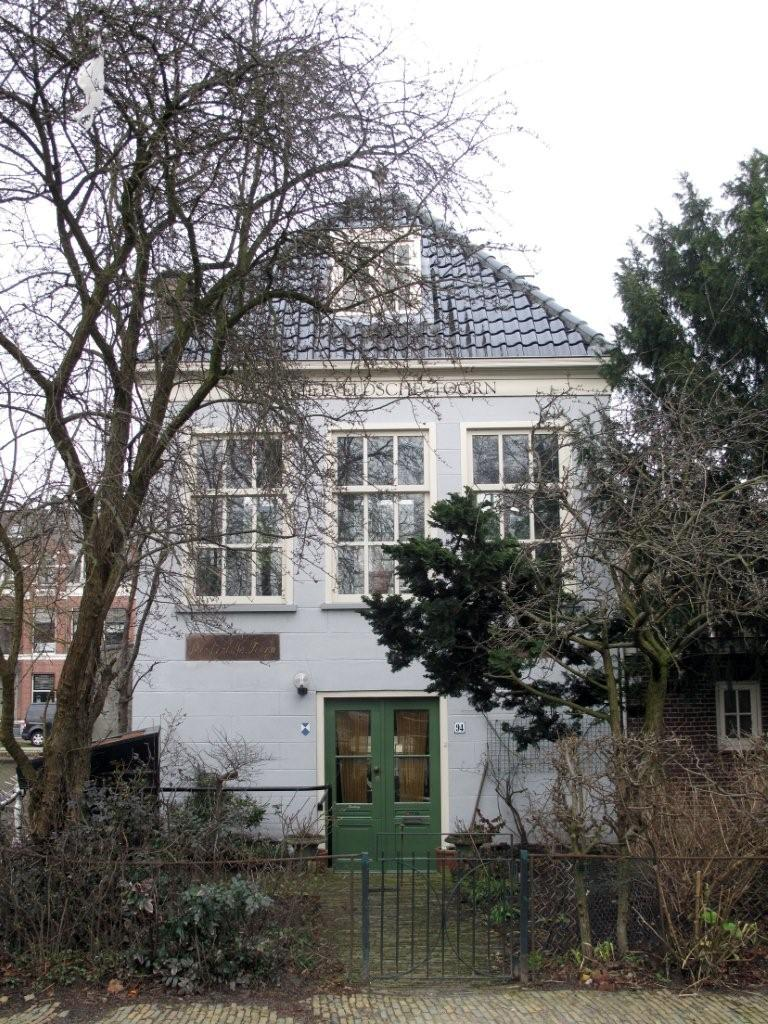
Vooraanzicht vanaf de Oosterstraat

De Rietveldse Toren (abusievelijk ook Sint-Joristoren genoemd) is de enig overgebleven waltoren in de plaats Delft, in de Nederlandse provincie Zuid-Holland. De toren is gelegen aan het eind van de Oosterstraat, tegenover het Rietveld. Op de gevelsteen staat als bouwjaar 1448 (juister volgens onze tijdrekening 1449), maar dat is alleen het jaar waarin toestemming werd gegeven tot het bouwen van de waltorens. De juiste bouwdatum is niet bekend. Het zal in het begin van de 16de eeuw geweest zijn.

## Verdedigingstoren
Hoewel als verdedigingstoren gebouwd, heeft de Rietveldse Toren waarschijnlijk niet veel oorlogsgeweld gekend. De oostzijde van de stad was niet zo gevaarlijk en bovendien werd al vrij gauw na de 16de eeuw de oorlog anders gevoerd. Niet meer zozeer op kleine schaal, tussen buren, zoals de ene stad tegen de andere, maar op grotere voet tussen landen. Een midden in de provincie liggende plaats als Delft had niet veel direct geweld meer te vrezen. Bovendien veranderden de aanvalswapens en al gauw bood een muur of wal met torens weinig weerstand tegen een aanval met zware kanonnen.

## Bewoners
Al in de 16de eeuw, dus niet lang na de bouw, werd de Rietveldse toren bewoond. De namen van verschillende bewoners zijn bewaard gebleven. Zo werd de toren in 1582 bewoond door Neeltgen Denijs. Zij had een spinbaan of lijnbaan die van de toren over de wal naar de Geerweg liep. In de steden werden in die tijd de lijnbanen, waar uit hennep touw werd gemaakt, bij voorkeur aangelegd op de wallen. Alleen daar was in een dichtbevolkte stad de ruimte te vinden om het touw te draaien. De afmeting van de banen bepaalde immers de lengte van het touw.
Naast de toren, aan de rechterkant (gezien vanaf de waterkant), bevond zich evenals bij de Koepoort een klein waterpoortje, dat alleen maar diende voor het doorstromen van water van het Rietveld naar de stadsgracht, te klein voor doorvaart. Deze watergang heette het Vossegat. Op 17 april 1590 vroeg Hendrick Otterszn., een verver die een huis wilde bouwen aan de noordkant van het Rietveld om daar zijn ververij te vestigen, vergunning om water door het Vossegat bij de Rietveldse toren te pompen ten behoeve van zijn toekomstige ververij. Daaruit blijkt dat de nieuwe uitleg aan deze kant van de stad nog lang niet was volgebouwd.
In 1602 woonden in de toren Jacomijn en Jan Pannevis, die volgens de begrafenisregisters van de Nieuwe Kerk, kort na elkaar op de 2de en 17de januari van dat jaar stierven en in de Nieuwe Kerk werden begraven. Het wonen in de toren zal toen vanwege het vocht en de kou, naar onze begrippen en waarschijnlijk ook wel naar 16de- en 17de-eeuwse gevoelens, niet zo'n genoegen geweest zijn.

## Korenwindmolen
Toen de toren nog zijn verdedigingsfunctie had waren er aan de waterkant geen ramen, alleen een paar schietspleten. Er liep een gang onder de wal door naar de weg achter de wal en misschien heeft hij aan de stadszijde een enkel raam gehad. Van deze kant is geen afbeelding bekend. Op plattegronden van Delft zie je alleen de halfronde toren met zijn spitse dak, dat met leien bedekt was, zoals bij alle waltorens. De muren waren, en zijn nog, anderhalve meter dik.
In 1606 kreeg Steven Rijckerts zn., een vleeshouwer, toestemming om op het brede onderstuk van de toren een korenwindmolen op te richten. Drie jaar later, in 1609, kreeg hij opnieuw een vergunning voor het bouwen van de bewuste molen, nu op voorwaarde dat de bewoners van de Rietveldse toren een ander huis van hem krijgen. Mogelijk had hij ruzie gekregen met de torenbewoners toen hij ze eruit wilde laten zetten. Na deze tweede toestemming schijnt het dan toch gelukt te zijn, want op een kaart uit 1611 staat de Rietveldse molen afgebeeld als een houten standerdmolen op het onderstuk van de toren. Het spitse torendakje en de bovenste verdieping(en) zijn voor de bouw van de molen verdwenen. Enkele tientallen jaren maar heeft de molen daar op de wal zijn dienstgedaan, want in 1641 is hij omgewaaid tijdens een zware storm. De romp, het brede onderstuk van de oude toren, bleef ongedeerd staan. Op kaarten uit later tijd, onder andere uit 1675, staat geen toren meer afgebeeld en ook geen molen, maar slechts de ronde afgeplatte romp van de toren. Volgens sommige schrijvers waaide in het jaar 1641 ook de molen op het pleintje bij de Vlamingstraat om, wat overigens niet helemaal klopt met het jaartal 1632, dat eerder genoemd werd als jaar van afbraak van die molen.

## Bewoners (vervolg)
Na de korte periode als molen fungeerde de toren weer als woonhuis, nu waarschijnlijk nog minder geschikt voor bewoning dan voorheen. In 1773 waren de meeste waltorens langs de stadsvesten zo bouwvallig geworden, dat de burgemeesters besloten dat de torens die nog steeds stadsbezit zijn niet meer te laten repareren. En omdat de meeste nog bewoond zijn, soms voor niets of voor een heel lage huur, werd bepaald dat een toren pas na overlijden of verhuizen van de bewoners, verkocht zou worden voor afbraak. In 1775 is de beurt aan de 'Rietveldse Toorn', die niet meer bewoond werd. Hij werd voor de sloop verkocht aan een zekere Hendrik van Leeuwen. Maar de bouwkundige toestand van de toren, of eigenlijk van de romp die overbleef na het omwaaien van de molen, was helemaal niet zo slecht. De muren waren nog steeds anderhalve meter dik en de fundering liep ver in de grond door.
Hendrik van Leeuwen vond de plaats waar de toren staat, op de vest tegenover het Rietveld, met een vrij uitzicht over het water en de landerijen aan de overkant, en op de stad zelf met zijn torens zó mooi, dat hij de burgemeesters vergunning vroeg op de romp een huis te mogen bouwen. Op 6 mei 1775 richtte hij daartoe een rekest aan het stadsbestuur, eerst zonder resultaat. Maar uiteindelijk krijgt hij, na het betalen van een som geld, toch zijn vergunning.

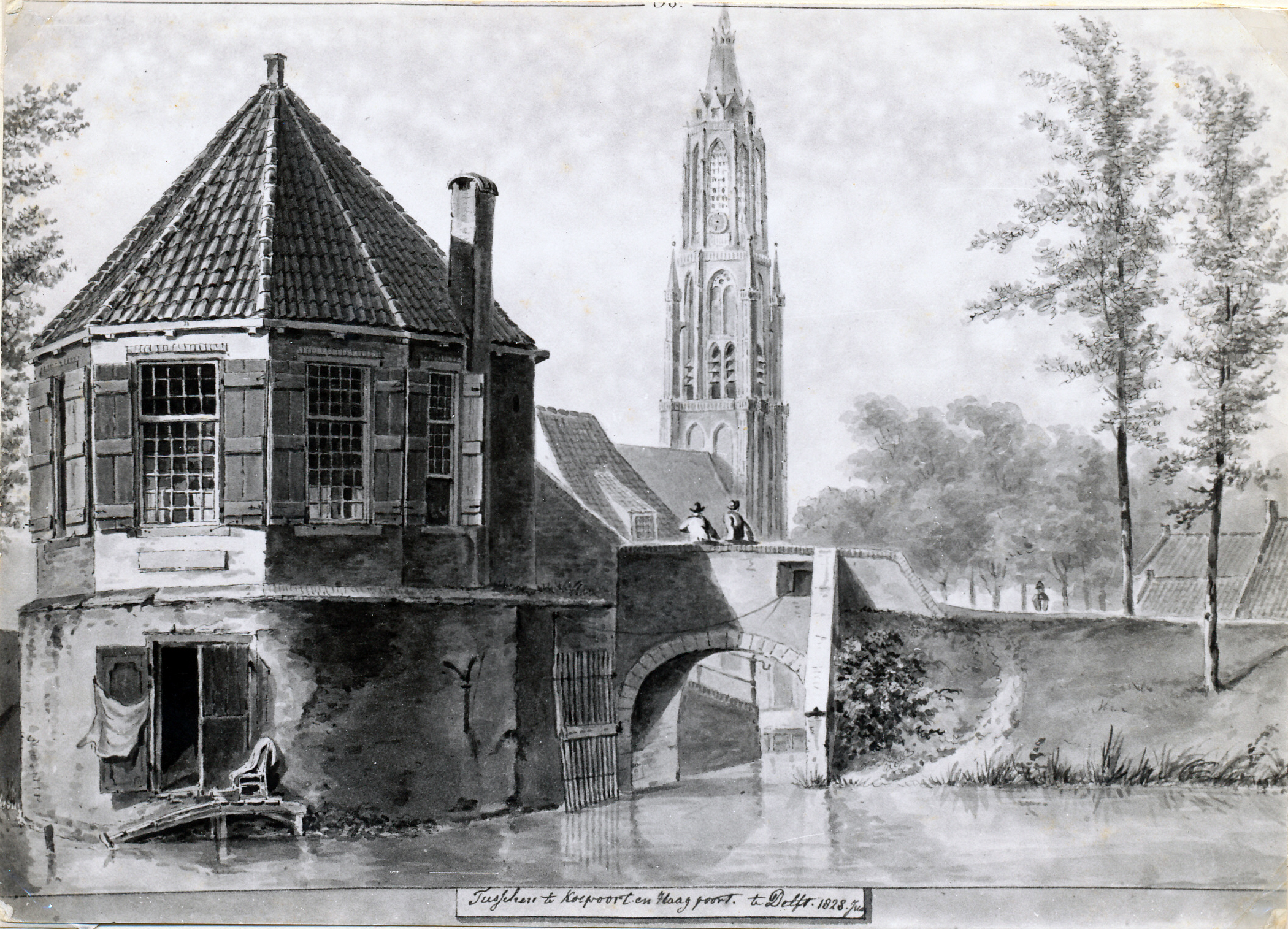
Tekening Balthasar Jooss 1828

Hendrik van Leeuwen, die kennelijk afweek van de heersende smaak van zijn tijd en die oog had voor het waardevolle van het verleden, bouwde op de oude torenromp een huis in de vorm van een koepel. Aan de stadskant maakte hij een rechte 18de-eeuwse gevel, de achterkant volgt de ronding van de toren. Acht ramen kreeg de eerste verdieping zoals het een echte koepel betaamt (nu zijn er nog zeven ramen; het achtste dat aan de Oosterstraatzijde zat, zoals nog in de zijmuur te zien is, is dichtgemetseld, waarschijnlijk na de bouw van de Oosterstraat). Een spits toelopend dak, dat nog herinnering oproept aan een torendak. De begane grond van de toren bleef zoals hij altijd geweest was, een gewelf met middeleeuwse muren. Aan de voorkant kwam een raam en de deur werd verplaatst naar de zijgevel. De wal was toen al voor een deel afgegraven en de onderaardse gang zal niet meer bestaan hebben. Nu nog ligt onder het toegangspad in de tuin, op een diepte van ongeveer een meter, de vloer van die gang. Aan de achterkant maakte hij een deur boven het water met een vlondertje waarop je heel goed op een stoel kon zitten, zoals de tekening van Balthasar Jooss uit 1828. laat zien (Balthasar Jooss was een uit Zwitserland afkomstige Delftse tekenleraar)

En uit de sombere en donkere verdedigingstoren was een licht en luchtig en toch sterk huis geworden, of zoals een koopakte van 7 juni 1821 zegt: "Een zeer hechte en sterke steene koepel met een ruime kelder daaronder, staande op stadsveste tegensover het Rietveld binnen de stad Delft hebbende een alleraangenaamst uitzigt over de landerijen, stadscingel en veste". Voor de "Zomma van 340 gulden" werd deze "coeppel", zoals hij even verder genoemd wordt, in dit jaar verkocht. En zo opent Hendrik van Leeuwen de stoet eigenaren die vanaf '1775 de toren in bezit hebben gehad, zoals de volledige bundel koopakten, die nu al twee eeuwen bewaard is gebleven en van eigenaar op eigenaar overgedragen, getuigt. Het is een bonte stoet van mensen met de meest uiteenlopende beroepen. Maar niet altijd waren die eigenaars bewoners van de toren. Vaak waren het handwerkslieden die huizen kochten als geldbelegging en ze dan weer verhuurden.
Na vele malen van eigenaar te zijn verwisseld, wordt de koepel op 26 juli 1856 door T.H. Nijenhuis, meester stukadoor te Delft, gekocht voor ƒ 370, — . Dit gebeurt op een veiling in het koffyhuis "Het Gulden Vlies" met als notaris mr. Bartholomeüs van Berkel, en als getuigen de beide stadsomroepers. Op 16 oktober 1856 verkoopt hij twee derde van de koepel voor ƒ 246,66 aan Johannes van der Meer, meestersmid en aan Adrianus Smit, meester-schoenmaker, beiden te Delft wonend. Wat zouden deze drie mannen met de toren gedaan hebben? Waren ze vrienden en gebruikten ze het huis als gemeenschappelijke werkplaats? Of gingen ze er op vrije dagen, als in een tuinkoepel, uitrusten van het werk en vissen in de stadsgracht? Beide veronderstellingen zullen wel juist geweest zijn.

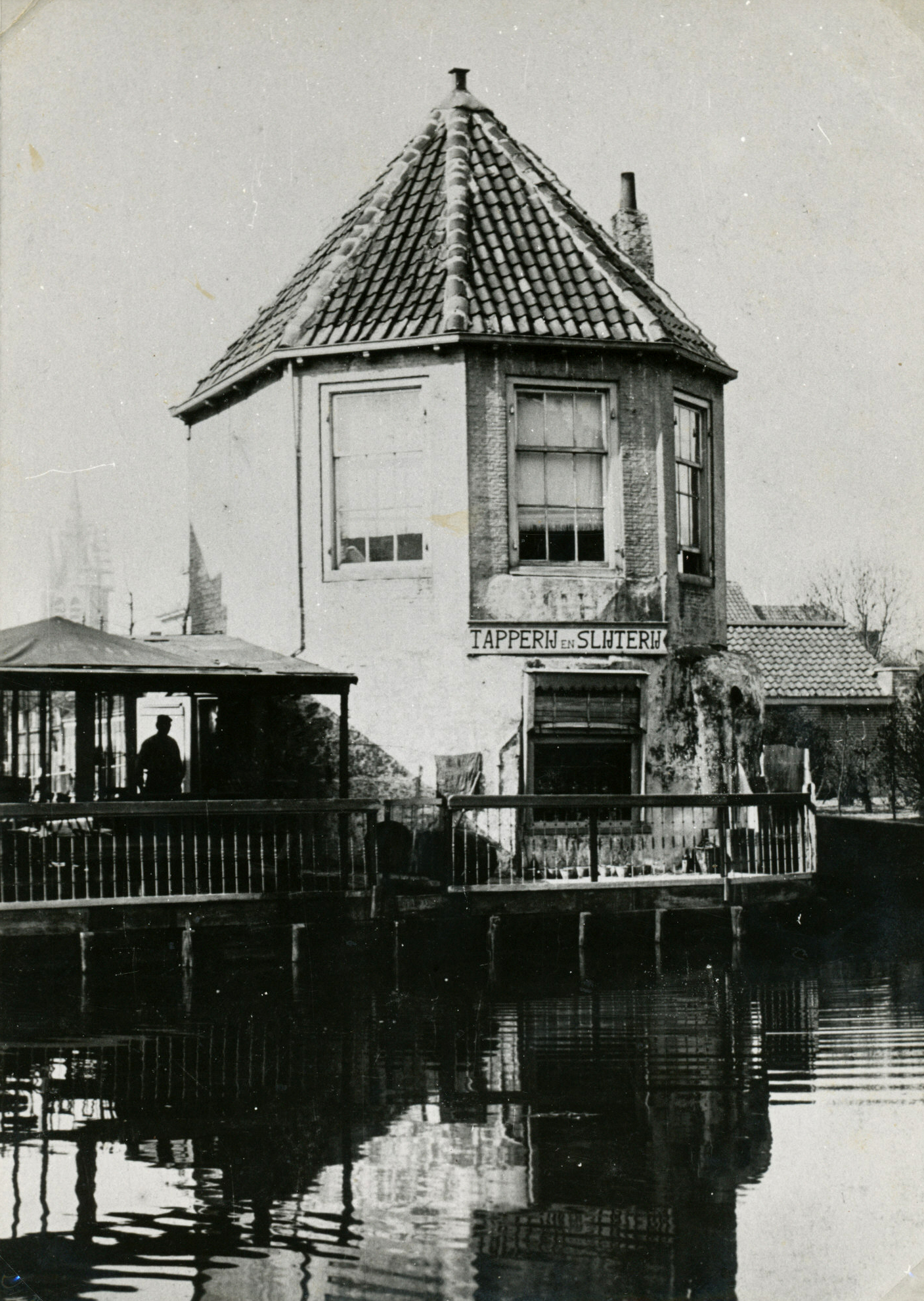
Van 1874 tot 1901 is de toren café, tapperij en slijterij

## Tapperij en slijterij
In 1868 verkopen ze de koepel weer, nu aan Antonius Smit, metselaarsknecht, voor de som van ƒ 500,--. Op 25 juni 1874 verkoopt deze, nu metselaar, het huis voor ƒ 1.600,— aan de koopman en kastelein Johannes van de Linden. Dit is het begin van een nieuwe fase in het bestaan van de "Rietveldse Toorn". Het huis wordt nu een tapperij en slijterij. Op 6 juli 1892 wordt het "huis waarin tapperij", zoals het van nu af aan beschreven wordt, verkocht aan de koffiehuis¬houder Christiaan-Rozier, om al op de 18de november 1895 weer ter veiling te komen, omdat Rozier de rente en aflossing van zijn hypotheek niet op tijd heeft kunnen betalen. Bernardus Borking, winkelier, wordt de nieuwe eigenaar en blijkbaar verhuurt hij de koepel opnieuw als tapperij, want op de volgende koopakte van 1 maart 1901, staat weer de beschrijving "huis, waarin tapperij" en in deze akte is ook sprake van een huurder. Op sommige foto's uit het eind van de 19de eeuw is naast de toren een paviljoentje (overdekt terrasje) te zien, waar men aan het water kon zitten en wat drinken. Op de achtergevel staat "Tapperij en slijterij" geschreven. Ook verhuurde men in die tijd trapbootjes om op het water van de stadsgracht te spelevaren. Dat is te zien op een oudere foto van omstreeks 1890, waar op de open ruimte naast de toren nog geen paviljoen staat, maar waar dan een soort opslagplaats is . Aan de wal ligt een trapbootje. Nu in 1901 eindigt kennelijk zo langzamerhand het bestaan als het café.

## Studentenhuis
De nieuwe eigenaar is E. Elkenbracht, een bouwkundige. Waarschijnlijk heeft deze man, die het huis misschien, getuige zijn beroep, heeft gekocht om zijn bijzonder verleden, de gevelstenen in de voorgevel laten aanbrengen met de naam: "Rietveldse Toorn" en "Anno 1448". Van nu af aan wordt immers in elke volgende koopakte gesproken van het huis, vanouds genaamd "De Rietveldse Toorn„ anno 1448". Na nog in bezit geweest te zijn van een makelaar, wordt de toren in de twintiger jaren van onze eeuw een studentenhuis. Hij wordt door één student, later door twee, gekocht en bewoond. Ook als het huis weer in andere handen overgaat, blijven de huurders lange tijd studenten. Zij geven het huis een ander, maar niet minder kleurrijk karakter dan het als café gehad zal hebben. Volgens de van heimwee vervulde verhalen, die ik in de loop van de jaren van sommige van deze, al vaak bejaarde, oud- bewoners van de toren heb gehoord, vervulde het huis toen een belangrijke functie bij het ontgroeningsritueel van het Delftse Studentencorps. Want hier bevond zich het "Graf van de Onbekende Foet". Hier moesten de groenen eer bewijzen aan hun onbekende voorganger. Het "heiligdom" was in het kolenhok dat zich bevond op de open plek naast de toren, waar vroeger Delftenaren hun glaasje dronken aan het water en waar nu een schedel met een groen petje en een groen strikje stond opgesteld. Dit 'graf' zal bij heel wat aanstaande studenten een onuitwisbare indruk achtergelaten hebben, getuige de vele verontruste, soms zelfs enigszins verontwaardigde vragen die de oud bewoonster van ex-bewoners te horen krijg, als "Waar is het graf van de onbekende foet gebleven?", of sterker "Wat hebt u met het graf gedaan?" Dat 'graf' zal op zijn laatst in 1940 verdwenen zijn, want toen werd de open grond naast de toren die al enkele jaren verhuurd was aan de eigenaars, door de toenmalige bezitter gekocht, om daar een uitbreiding aan de toren te bouwen. Ook de drie dakkapellen werden toen aangebracht Ook nu werd het huis weer verhuurd. Na nog enige tijd als kantoor dienstgedaan te hebben, is de toren, sinds 1966, weer in gebruik als woonhuis.

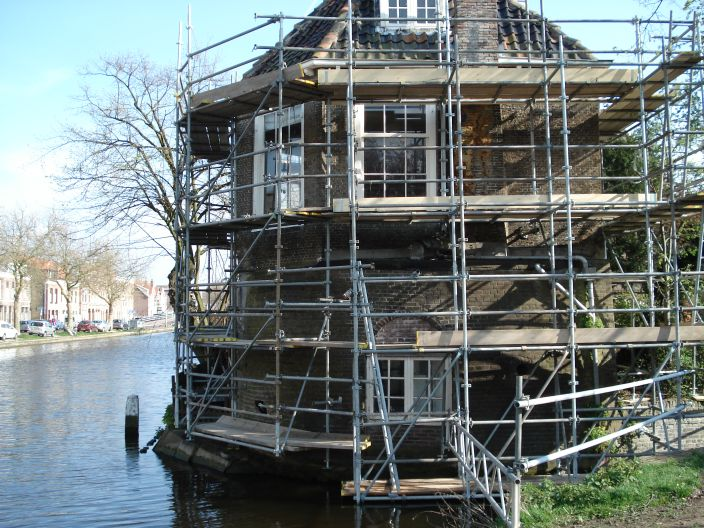
De toren in de steigers, 2008

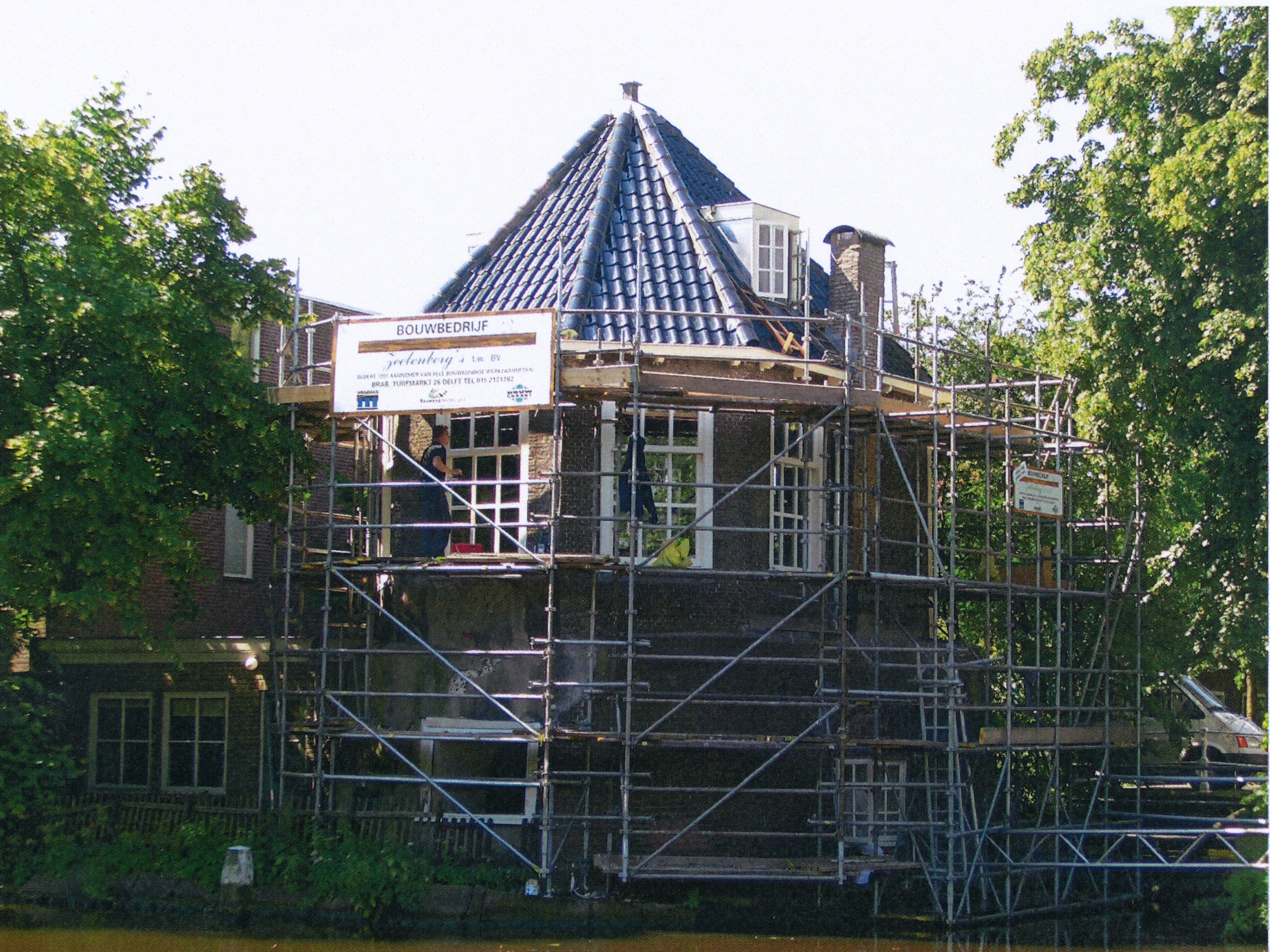
De toren in de steigers, 2008

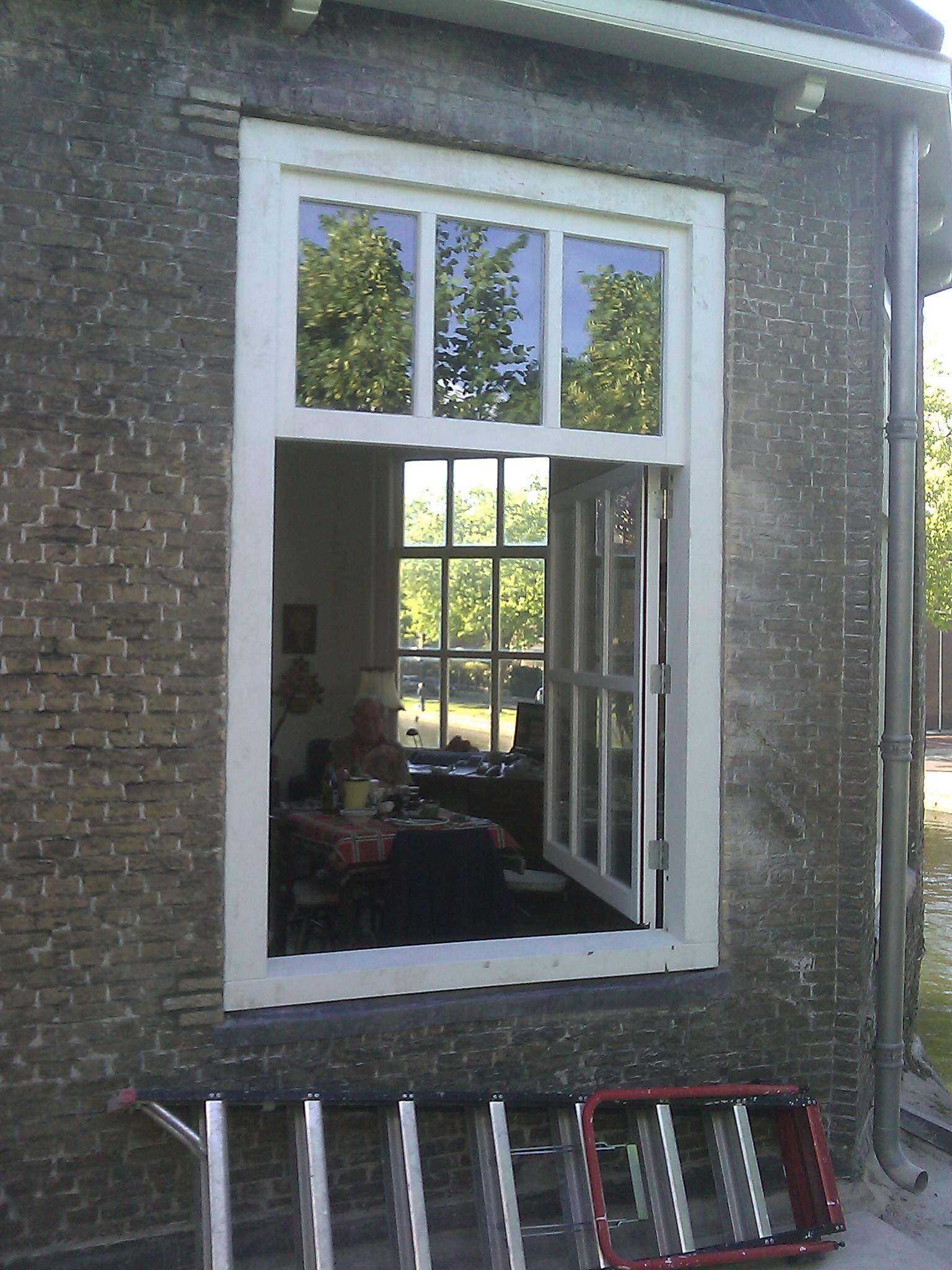
in 2011 is een achtste raam (weer) aangebracht

## Restauratie
In 2008 is begonnen met een grote restauratie aan de toren, waarbij de toren rondom in de steigers werd gezet. De zeven grote ramen werden inclusief de kozijnen vervangen, het dak werd gerestaureerd en geïsoleerd. Ook werd een flink gat dichtgemetseld dat aan de kant van het water was ontstaan na een aanvaring door een boot. In 2010 werden aan die kant nieuwe tuinhekken met pijlpunten geplaatst.
In 2011 werd ook aan de voorzijde een nieuw tuinhek geplaatst en werd een achtste raam in de zuidgevel aangebracht. Aan het metselwerk van die gevel was duidelijk te zien dat daar vroeger een raam had gezeten. De eigenaar had toestemming gevraagd voor een deurtje dat in geval van brand als nooduitgang naar het plat boven de uitbouw naast de toren zou kunnen dienen, maar dat werd afgewezen door Monumentenzorg. Het achtste raam mocht wel, want dat was herstel van de oude situatie.
Haagpoort · Sint-Andriestoren · Sint-Joostentoren · Sint-Stevenstoren · Sint-Annatoren · Sint-Claratoren · Sint-Huybrechtstoren · Sint-Joristoren · Rietveldse Toren · Koepoort · Oostpoort · Henegouwse Toren · Rotterdamse Poort · Schiedamse Poort · Bourgondische Toren · Hollandse Toren · Zeelandse Toren · Waterslootse Poort · Sint-Michielstoren · Sint-Hiëronymustoren · Schoolpoort · Bagijnetoren